# Rudan
Rudan je priimek v Sloveniji in tujini. Po podatkih Statističnega urada Republike Slovenije je na dan 1. januarja 2011 v Slovenjiji uporabljalo ta priimek 11 oseb.  

## Znani slovenski nosilci priimka
- Albin Rudan (1933–2009), glasbenik, klarinetist
- Miran Rudan (*1965), pevec zabavne glasbe

## Znani tuji nosilci priimka
- Pavao Rudan (*1942), hrvaški zdravnik, antropolog, pedagog in akademik
- Vedrana Rudan (*1949), hrvaška novinarka in pisateljica